# Гозідій Гета
Гозідій Гета (лат. Hosidius Geta; кінець II століття — початок III ст.) — поет часів Римської імперії.

## Життєпис
Походив з роду Гозідіїв. Про батьків немає відомостей. Жив за правління імператорів з династії Северів. Найбільше інформації про Гозідія міститься у Тертуліана. З доробку Гети відомо про трагедію «Медея» з 461 вірша, що побудовано на основі творів Вергілія. Гозідій використовував гекзаметр та напівгекзаметр.